# Mistrzostwa Polski w piłce nożnej plażowej mężczyzn 2019
Mistrzostwa Polski w piłce nożnej plażowej mężczyzn 2019 – 17. sezon mistrzostw Polski w piłce nożnej plażowej (7. sezon w dwufazowym formacie - faza zasadnicza oraz faza play-off) organizowany przez PZPN. Tytułu broniło Hemako Sztutowo. Mistrzem Polski w sezonie 2019 zostało KP Łódź.

## System rozgrywek
Rozgrywki Mistrzostw Polski obejmują dwie fazy:
- Faza zasadnicza (Ekstraklasa) – runda rozgrywana systemem „każdy z każdym”.
- Faza play-off (Turniej finałowy Mistrzostw Polski) – o tytuł Mistrza Polski grają zespoły, które po zakończeniu fazy zasadniczej rozgrywek zajęły w tabeli miejsca 1-8. Następuje podział na dwie grupy po cztery zespoły po czym czołowa dwójka z każdej z grup awansowała do półfinałów.

## Gospodarze boisk
| Miasto    | Turniej                | Zdjęcie |
| --------- | ---------------------- | ------- |
| Gdańsk    | I turniej Ekstraklasy  |         |
| Sosnowiec | II turniej Ekstraklasy |         |
| Kołobrzeg | Turniej finałowy       |         |

## Drużyny
| Uczestnicy poprzedniej edycji                                                                                 | Uczestnicy poprzedniej edycji | Uczestnicy poprzedniej edycji | Uczestnicy poprzedniej edycji |
| --- | ----------------------------- | ----------------------------- | ----------------------------- |
| HEM | Hemako Sztutowo               | 1                             |                               |
| BOC | Boca Gdańsk                   | 2                             |                               |
| KPŁ | KP Łódź                       | 3                             |                               |
| SŁU | Team Słupsk                   | 4                             |                               |
| FBS | Futsal & Beach Soccer Kolbudy | 5                             |                               |
| TON | Tonio Team Sosnowiec          | 7                             |                               |
| SIL | Silesia C10 Zgierz            | 8                             |                               |
| PRO | BSC Pro-Fart SAN AZS Głowno   | 9                             |                               |
| Awans z I ligi 2018                                                                                           |                               |                               |                               |
| BSC | BSCC Łódź                     | 1                             |                               |
| BOJ | Dragon Bojano                 | 2                             |                               |
| Oznaczenia: - kolumna pierwsza – skróty nazw drużyn, - kolumna trzecia – miejsce zajęte w poprzednim sezonie. |                               |                               |                               |

Uwaga: Na sezon 2019 6. drużyna poprzedniej edycji SAN AZS Łódź połączył się z Pro-Fart Głowno. W związku z tym drużyna z Głowna utrzymała się w Ekstraklasie na sezon 2019.

## Ekstraklasa

### Tabela
Tabela po rozegraniu wszystkich spotkań Ekstraklasy.
| Miejsce | Drużyna                        | Mecze | Punkty | Zwyc. | Zw.pd. | Zw. pk. | Por. | Bramki | +/- |
| ------- | ------------------------------ | ----- | ------ | ----- | ------ | ------- | ---- | ------ | --- |
| 1.      | Tonio Team Sosnowiec           | 9     | 23     | 7     | 1      | 0       | 1    | 50:23  | +27 |
| 2.      | KP Łódź                        | 9     | 21     | 7     | 0      | 0       | 2    | 39:27  | +12 |
| 3.      | BSCC Łódź                      | 9     | 18     | 6     | 0      | 0       | 3    | 39:36  | +3  |
| 4.      | Boca Gdańsk                    | 9     | 16     | 5     | 0      | 1       | 3    | 39:34  | +5  |
| 5.      | Futsal & Beach Soccer Kolbudy  | 9     | 15     | 5     | 0      | 0       | 4    | 52:42  | +10 |
| 6.      | TS Team Słupsk Adkonis Kwakowo | 9     | 11     | 3     | 1      | 0       | 5    | 47:45  | +2  |
| 7.      | Hemako Sztutowo                | 9     | 19     | 3     | 0      | 0       | 6    | 31:41  | -10 |
| 8.      | Silesia Beach Soccer           | 9     | 9      | 3     | 0      | 0       | 6    | 51:48  | +3  |
| 9.      | BSC Pro-Fart SAN AZS Głowno    | 9     | 6      | 2     | 0      | 0       | 7    | 37:60  | -23 |
| 10.     | Dragon Bojano                  | 9     | 3      | 1     | 0      | 0       | 8    | 32:61  | -29 |

Legenda do tabeli:
- Zwyc. – zwycięstwa
- Zw. pd. – zwycięstwa po dogrywce (za dwa punkty)
- Zw. pk. – zwycięstwa po rzutach karnych (za jeden punkt)
- Por. – porażki
- +/− – różnica bramek

## Turniej finałowy
Uwagi:
1. W sezonie 2019 drużyny otrzymały premie:
  1. KP Łódź, Tonio Team Sosnowiec - 2 punkty
  2. Boca Gdańsk, Team Słupsk, BSCC Łódź, Futsal & Beach Soccer Kolbudy - 1 punkt

### Grupa A
| Lp. | Zespół                        | Mecze | Punkty | Zwyc. | Zwyc. pk. | Por. | Bramki | +/− |
| --- | ----------------------------- | ----- | ------ | ----- | --------- | ---- | ------ | --- |
| 1.  | Boca Gdańsk                   | 3     | 7      | 2     | 0         | 1    | 19:15  | +4  |
| 2.  | Silesia C10 Zgierz            | 3     | 6      | 2     | 0         | 1    | 9:11   | -2  |
| 3.  | Tonio Team Sosnowiec          | 3     | 6      | 1     | 1         | 1    | 18:17  | +1  |
| 4.  | Futsal & Beach Soccer Kolbudy | 1     | 1      | 0     | 0         | 3    | 12:15  | -3  |

| 8 sierpnia 2019 | Tonio Team Sosnowiec | 4:6Raport | Silesia C10 Zgierz | Kołobrzeg |
|                 |                      |           |                    |           |

| 8 sierpnia 2019 | Boca Gdańsk | 7:6Raport | Futsal & Beach Soccer Kolbudy | Kołobrzeg |
|                 |             |           |                               |           |

| 9 sierpnia 2019 | Boca Gdańsk | 6:1 | Silesia C10 Zgierz | Kołobrzeg |
|                 |             |     |                    |           |

| 9 sierpnia 2019 | Futsal & Beach Soccer Kolbudy | 5:5 k. 0:1 | Tonio Team Sosnowiec | Kołobrzeg |
|                 |                               |            |                      |           |

| 9 sierpnia 2019 | Futsal & Beach Soccer Kolbudy | 1:2 | Silesia C10 Zgierz | Kołobrzeg |
|                 |                               |     |                    |           |

| 9 sierpnia 2019 | Tonio Team Sosnowiec | 8:6 | Boca Gdańsk | Kołobrzeg |
|                 |                      |     |             |           |

### Grupa B
| Lp. | Zespół          | Mecze | Punkty | Zwyc. | Por. | Bramki | +/− |
| --- | --------------- | ----- | ------ | ----- | ---- | ------ | --- |
| 1.  | KP Łódź         | 3     | 11     | 3     | 0    | 23:6   | +17 |
| 2.  | Team Słupsk     | 3     | 4      | 1     | 2    | 8:21   | -13 |
| 3.  | BSCC Łódź       | 3     | 4      | 1     | 2    | 12:11  | +1  |
| 4.  | Hemako Sztutowo | 3     | 3      | 1     | 2    | 15:20  | -5  |

| 8 sierpnia 2019 | KP Łódź | 7:3Raport | Hemako Sztutowo | Kołobrzeg |
|                 |         |           |                 |           |

| 8 sierpnia 2019 | BSCC Łódź | 1:3Raport | Team Słupsk | Kołobrzeg |
|                 |           |           |             |           |

| 9 sierpnia 2019 | BSCC Łódź | 8:2 | Hemako Sztutowo | Kołobrzeg |
|                 |           |     |                 |           |

| 9 sierpnia 2019 | Team Słupsk | 0:10 | KP Łódź | Kołobrzeg |
|                 |             |      |         |           |

| 9 sierpnia 2019 | Hemako Sztutowo 1 | 10:5 | Team Słupsk | Kołobrzeg |
|                 |                   |      |             |           |

| 9 sierpnia 2019 | KP Łódź | 6:3 | BSCC Łódź | Kołobrzeg |
|                 |         |     |           |           |

### Faza pucharowa
| I półfinał 10 sierpnia 2019 14:00 | Boca Gdańsk | 10:1 | Team Słupsk | Kołobrzeg |
|                                   |             |      |             |           |

| II półfinał 10 sierpnia 2019 15:00 | KP Łódź | 8:6 | Silesia C10 Zgierz | Kołobrzeg |
|                                    |         |     |                    |           |

| miejsca 5-8 10 sierpnia 2019 18:00 | Tonio Team Sosnowiec | 5:4 | Hemako Sztutowo | Kołobrzeg |
|                                    |                      |     |                 |           |

| miejsca 5-8 10 sierpnia 2019 19:00 | Futsal & Beach Soccer Kolbudy | – | BSCC Łódź | Kołobrzeg |
|                                    |                               |   |           |           |

| o VII miejsce 11 sierpnia 2019 | Futsal & Beach Soccer Kolbudy | – | Hemako Sztutowo | Kołobrzeg |
|                                |                               |   |                 |           |

| o V miejsce 11 sierpnia 2019 | Tonio Team Sosnowiec | 5:4 | BSCC Łódź | Kołobrzeg |
|                              |                      |     |           |           |

| o III miejsce 11 sierpnia 2019 | Team Słupsk | – | Silesia C10 Zgierz | Kołobrzeg |
|                                |             |   |                    |           |

| Finał 11 sierpnia 2019 15:15 | KP Łódź | 3:2(1:0, 2:0, 0:2) | Boca Gdańsk | Kołobrzeg |
|                              |         |                    |             |           |

## Klasyfikacja końcowa
| Lp. | Zespół                        |
| --- | ----------------------------- |
| 1.  | KP Łódź                       |
| 2.  | Boca Gdańsk                   |
| 3.  | Silesia C10 Zgierz            |
| 4.  | Team Słupsk                   |
| 5.  | Tonio Team Sosnowiec          |
| 6.  | BSCC Łódź                     |
| 7.  | Hemako Sztutowo               |
| 8.  | Futsal & Beach Soccer Kolbudy |

## Nagrody indywidualne
Najlepszy zawodnik turnieju:  Filip Gac (KP Łódź)

Król strzelców:  Marian Măciucă (Silesia C10 Zgierz)

Najlepszy bramkarz:  Eliott Mounoud (KP Łódź)